# Classic Sud Ardèche 2013
La 13e édition de la Classic Sud Ardèche a eu le 27 février 2013 entre Bourg-Saint-Andéol et Ruoms. La course fait partie du calendrier UCI Europe Tour 2013 en catégorie 1.1.

## Présentation

### Équipes
Classée en catégorie 1.1 de l'UCI Europe Tour, La Classic Sud Ardèche est par conséquent ouverte aux UCI ProTeams dans la limite de 50 % des équipes participantes, aux équipes continentales professionnelles, aux équipes continentales et aux équipes nationales.
18 équipes participent à cette Classic Sud Ardèche - 5 ProTeams, 7 équipes continentales professionnelles et 6 équipes continentales :
| Nom de l'équipe         | Pays     | Code |
| ----------------------- | -------- | ---- |
| AG2R La Mondiale        | France   | ALM  |
| Argos-Shimano           | Pays-Bas | ARG  |
| Euskaltel Euskadi       | Espagne  | EUS  |
| FDJ                     | France   | FDJ  |
| Omega Pharma-Quick Step | Belgique | OPQ  |

| Nom de l'équipe          | Pays        | Code |
| ------------------------ | ----------- | ---- |
| Atlas Personal-Jakroo    | Suisse      | ARH  |
| BigMat-Auber 93          | France      | BIG  |
| Cult Energy              | Danemark    | GLU  |
| La Pomme Marseille       | France      | LPM  |
| Leopard-Trek Continental | Luxembourg  | LET  |
| Raleigh                  | Royaume-Uni | RAL  |

| Nom de l'équipe              | Pays       | Code |
| ---------------------------- | ---------- | ---- |
| Bretagne-Séché Environnement | France     | BSE  |
| Caja Rural                   | Espagne    | CJR  |
| Cofidis                      | France     | COF  |
| Colombia                     | Colombie   | COL  |
| Europcar                     | France     | EUC  |
| Sojasun                      | France     | SOJ  |
| UnitedHealthcare             | États-Unis | UHC  |

## Classement final
|    | Coureur            | Équipe                  |    | Temps           |
| -- | ------------------ | ----------------------- | -- | --------------- |
| 1  | Mathieu Drujon     | BigMat-Auber 93         | en | 5 h 08 min 34 s |
| 2  | Rémi Pauriol       | Sojasun                 | +  | 0 s             |
| 3  | Romain Bardet      | AG2R La Mondiale        |    | 0 s             |
| 4  | Sylvain Georges    | AG2R La Mondiale        |    | 5 s             |
| 5  | Fabrice Jeandesboz | Sojasun                 |    | 22 s            |
| 6  | Gianni Meersman    | Omega Pharma-Quick Step |    | 29 s            |
| 7  | Samuel Dumoulin    | AG2R La Mondiale        |    | 29 s            |
| 8  | Julien Simon       | Sojasun                 |    | 29 s            |
| 9  | Davide Malacarne   | Europcar                |    | 31 s            |
| 10 | Marc de Maar       | UnitedHealthcare        |    | 31 s            |

## Liste des participants
- Liste de départ complète

| Sojasun SOJ | Sojasun SOJ              | Sojasun SOJ |
| ----------- | ------------------------ | ----------- |
| Num         | Coureur                  | Pos         |
| 1           | Rémi Pauriol (FRA)       | 2e          |
| 2           | Julien El Fares (FRA)    | 41e         |
| 3           | Fabrice Jeandesboz (FRA) | 5e          |
| 4           | Jérémie Galland (FRA)    | 23e         |
| 5           | Étienne Tortelier (FRA)  | AB          |
| 7           | Alexis Vuillermoz (FRA)  | 26e         |
| 8           | Julien Simon (FRA)       | 8e          |

| FDJ | FDJ                     | FDJ |
| --- | ----------------------- | --- |
| Num | Coureur                 | Pos |
| 11  | Kenny Elissonde (FRA)   | AB  |
| 12  | Alexandre Geniez (FRA)  | AB  |
| 13  | Arnold Jeannesson (FRA) | 16e |
| 14  | Laurent Mangel (FRA)    | 45e |
| 15  | Thibaut Pinot (FRA)     | 33e |
| 16  | Jérémy Roy (FRA)        | AB  |
| 17  | Benoît Vaugrenard (FRA) | AB  |
| 18  | Arthur Vichot (FRA)     | 34e |

| Europcar EUC | Europcar EUC              | Europcar EUC |
| ------------ | ------------------------- | ------------ |
| Num          | Coureur                   | Pos          |
| 21           | Thomas Voeckler (FRA)     | 11e          |
| 22           | Natnael Berhane (ERI)     | 47e          |
| 23           | Giovanni Bernaudeau (FRA) | AB           |
| 24           | Franck Bouyer (FRA)       | AB           |
| 25           | Anthony Charteau (FRA)    | AB           |
| 26           | Tony Hurel (FRA)          | AB           |
| 27           | Christophe Kern (FRA)     | AB           |
| 28           | Davide Malacarne (ITA)    | 9e           |

| AG2R La Mondiale ALM | AG2R La Mondiale ALM         | AG2R La Mondiale ALM |
| -------------------- | ---------------------------- | -------------------- |
| Num                  | Coureur                      | Pos                  |
| 31                   | Romain Bardet (FRA)          | 3e                   |
| 32                   | Julien Bérard (FRA)          | 44e                  |
| 33                   | Guillaume Bonnafond (FRA)    | 17e                  |
| 34                   | Samuel Dumoulin (FRA)        | 7e                   |
| 35                   | Hubert Dupont (FRA)          | 20e                  |
| 36                   | Sylvain Georges (FRA)        | 4e                   |
| 37                   | Christophe Riblon (FRA)      | AB                   |
| 38                   | Jean-Christophe Péraud (FRA) | 37e                  |

| Euskaltel Euskadi EUS | Euskaltel Euskadi EUS  | Euskaltel Euskadi EUS |
| --------------------- | ---------------------- | --------------------- |
| Num                   | Coureur                | Pos                   |
| 42                    | Garikoitz Bravo (ESP)  | 51e                   |
| 43                    | Gorka Izagirre (ESP)   | 15e                   |
| 44                    | Jure Kocjan (SLO)      | 46e                   |
| 45                    | Miguel Mínguez (ESP)   | 30e                   |
| 46                    | Mikel Astarloza (ESP)  | 22e                   |
| 47                    | Steffen Radochla (GER) | AB                    |
| 48                    | Jon Aberasturi (ESP)   | AB                    |

| Omega Pharma-Quick Step OPQ | Omega Pharma-Quick Step OPQ | Omega Pharma-Quick Step OPQ |
| --------------------------- | --------------------------- | --------------------------- |
| Num                         | Coureur                     | Pos                         |
| 51                          | Kevin De Weert (BEL)        | 61e                         |
| 52                          | Dries Devenyns (BEL)        | 39e                         |
| 54                          | Gianni Meersman (BEL)       | 6e                          |
| 55                          | Jérôme Pineau (FRA)         | 38e                         |
| 56                          | František Raboň (CZE)       | AB                          |
| 58                          | Julien Vermote (BEL)        | 59e                         |

| Argos-Shimano ARG | Argos-Shimano ARG       | Argos-Shimano ARG |
| ----------------- | ----------------------- | ----------------- |
| Num               | Coureur                 | Pos               |
| 61                | Warren Barguil (FRA)    | 19e               |
| 62                | Thomas Damuseau (FRA)   | AB                |
| 63                | Yann Huguet (FRA)       | AB                |
| 64                | Tobias Ludvigsson (SWE) | AB                |
| 65                | Thierry Hupond (FRA)    | 56e               |
| 66                | Thomas Peterson (USA)   | AB                |
| 67                | Georg Preidler (AUT)    | AB                |
| 68                | Matthieu Sprick (FRA)   | AB                |

| Bretagne-Séché Environnement BSE | Bretagne-Séché Environnement BSE | Bretagne-Séché Environnement BSE |
| -------------------------------- | -------------------------------- | -------------------------------- |
| Num                              | Coureur                          | Pos                              |
| 71                               | Jean-Marc Bideau (FRA)           | 31e                              |
| 72                               | Vegard Stake Laengen (NOR)       | 52e                              |
| 73                               | Florian Guillou (FRA)            | AB                               |
| 74                               | Pierre-Luc Périchon (FRA)        | AB                               |
| 75                               | Renaud Dion (FRA)                | 57e                              |
| 76                               | Sébastien Duret (FRA)            | AB                               |
| 77                               | Armindo Fonseca (FRA)            | 53e                              |
| 78                               | Eduardo Sepúlveda (ARG)          | AB                               |

| Caja Rural CJR | Caja Rural CJR                             | Caja Rural CJR |
| -------------- | ------------------------------------------ | -------------- |
| Num            | Coureur                                    | Pos            |
| 81             | Javier Aramendia (ESP)                     | 58e            |
| 82             | Amets Txurruka (ESP)                       | 21e            |
| 83             | André Cardoso (POR) → Champion du Portugal | 43e            |
| 84             | Manuel António Cardoso (POR)               | AB             |
| 85             | Iván Velasco (ESP)                         | 32e            |
| 86             | Fabricio Ferrari (URU)                     | 12e            |
| 87             | Francisco Moreno (ESP)                     | AB             |
| 88             | Omar Fraile (ESP)                          | 24e            |

| Cofidis COF | Cofidis COF               | Cofidis COF |
| ----------- | ------------------------- | ----------- |
| Num         | Coureur                   | Pos         |
| 91          | Yoann Bagot (FRA)         | AB          |
| 92          | Jérémy Bescond (FRA)      | AB          |
| 93          | Christophe Le Mével (FRA) |             |
| 94          | Romain Lemarchand (FRA)   | 62e         |
| 95          | Romain Hardy (FRA)        | AB          |
| 96          | Guillaume Levarlet (FRA)  | 36e         |
| 97          | Rudy Molard (FRA)         | 13e         |
| 98          | Rein Taaramäe (EST)       | AB          |

| Colombia COL | Colombia COL              | Colombia COL |
| ------------ | ------------------------- | ------------ |
| Num          | Coureur                   | Pos          |
| 101          | Darwin Atapuma (COL)      | 48e          |
| 102          | Edwin Ávila (COL)         | AB           |
| 103          | Dalivier Ospina (COL)     | AB           |
| 104          | Leonardo Duque (COL)      | AB           |
| 105          | Marco Corti (ITA)         | 64e          |
| 106          | Dúber Quintero (COL)      | AB           |
| 107          | Carlos Quintero (COL)     | 14e          |
| 108          | Juan Pablo Valencia (COL) | AB           |

| UnitedHealthcare UHC | UnitedHealthcare UHC                     | UnitedHealthcare UHC |
| -------------------- | ---------------------------------------- | -------------------- |
| Num                  | Coureur                                  | Pos                  |
| 111                  | Alessandro Bazzana (ITA)                 | 29e                  |
| 112                  | Benjamin Day (AUS)                       | AB                   |
| 113                  | Philip Deignan (IRL)                     | 35e                  |
| 114                  | Davide Frattini (ITA)                    | 63e                  |
| 116                  | Christopher Jones (USA)                  | 55e                  |
| 117                  | Marc de Maar (AHO) → Champion de Curaçao | 10e                  |
| 118                  | Kiel Reijnen (USA)                       | AB                   |

| Atlas Personal-Jakroo ARH | Atlas Personal-Jakroo ARH    | Atlas Personal-Jakroo ARH |
| ------------------------- | ---------------------------- | ------------------------- |
| Num                       | Coureur                      | Pos                       |
| 121                       | Nicolas Baldo (FRA)          | AB                        |
| 122                       | Felix Baur (SUI)             | AB                        |
| 123                       | Adrien Chenaux (SUI)         | AB                        |
| 124                       | Mathieu Chiocca (FRA)        | AB                        |
| 125                       | Nicolas Lüthi (SUI)          | AB                        |
| 126                       | Tizian Rausch (SUI)          | AB                        |
| 127                       | Temesgen Teklehaimanot (ERI) | AB                        |
| 128                       | Maksym Averin (UKR)          | AB                        |

| BigMat-Auber 93 BIG | BigMat-Auber 93 BIG       | BigMat-Auber 93 BIG |
| ------------------- | ------------------------- | ------------------- |
| Num                 | Coureur                   | Pos                 |
| 131                 | Romain Bacon (FRA)        | AB                  |
| 132                 | Flavien Dassonville (FRA) | AB                  |
| 133                 | Mathieu Drujon (FRA)      | 1er                 |
| 134                 | Guillaume Faucon (FRA)    | AB                  |
| 135                 | Dimitri Le Boulch (FRA)   | AB                  |
| 136                 | Fabien Bacquet (FRA)      | AB                  |
| 137                 | Steven Tronet (FRA)       | AB                  |
| 138                 | Théo Vimpère (FRA)        | 40e                 |

| La Pomme Marseille LPM | La Pomme Marseille LPM   | La Pomme Marseille LPM |
| ---------------------- | ------------------------ | ---------------------- |
| Num                    | Coureur                  | Pos                    |
| 141                    | Benjamin Giraud (FRA)    | AB                     |
| 142                    | Thomas Rostollan (FRA)   | AB                     |
| 143                    | Thomas Vaubourzeix (FRA) | AB                     |
| 144                    | Robert Bush (USA)        | AB                     |
| 145                    | Yannick Martinez (FRA)   | 18e                    |
| 146                    | Grégoire Tarride (FRA)   | 28e                    |
| 147                    | Yoann Paillot (FRA)      | 49e                    |
| 148                    | Justin Jules (FRA)       | 25e                    |

| Leopard-Trek Continental LET | Leopard-Trek Continental LET | Leopard-Trek Continental LET |
| ---------------------------- | ---------------------------- | ---------------------------- |
| Num                          | Coureur                      | Pos                          |
| 151                          | Oliver Hofstetter (SUI)      | AB                           |
| 152                          | Max Durtschi (USA)           | AB                           |
| 153                          | Sean De Bie (BEL)            | AB                           |
| 154                          | Jesús Ezquerra (ESP)         | AB                           |
| 155                          | Jan Hirt (CZE)               | AB                           |
| 156                          | Pit Schlechter (LUX)         | AB                           |
| 157                          | Fabio Silvestre (POR)        | AB                           |
| 158                          | Joël Zangerlé (LUX)          | 60e                          |

| Cult Energy GLU | Cult Energy GLU              | Cult Energy GLU |
| --------------- | ---------------------------- | --------------- |
| Num             | Coureur                      | Pos             |
| 161             | Mads Würtz Schmidt (DEN)     | AB              |
| 162             | Troels Vinther (DEN)         | AB              |
| 163             | Kasper Linde Jørgensen (DEN) | AB              |
| 164             | Jesper Hansen (DEN)          | AB              |
| 165             | Michael Reihs (DEN)          | 50e             |
| 166             | Christian Jørgensen (DEN)    | AB              |
| 167             | Patrick Clausen (DEN)        | AB              |
| 168             | André Steensen (DEN)         | AB              |

| Raleigh RAL | Raleigh RAL           | Raleigh RAL |
| ----------- | --------------------- | ----------- |
| Num         | Coureur               | Pos         |
| 171         | Éric Berthou (FRA)    | AB          |
| 172         | Alexandre Blain (FRA) | AB          |
| 173         | Rob Britton (CAN)     | AB          |
| 174         | Lachlan Norris (AUS)  | 54e         |
| 175         | Evan Oliphant (GBR)   | AB          |
| 176         | Mark O'Brien (AUS)    | 42e         |
| 177         | Mark Christian (GBR)  | 27e         |
| 178         | Matthew Holmes (GBR)  | AB          |